# Bang Yai, Nonthaburi (phó huyện)
Bang Yai (tiếng Thái: บางใหญ่, phát âm [bāːŋ jàj]) là một trong sáu phó huyện (tambon) của huyện Bang Yai, tỉnh Nonthaburi, Thái Lan. Phó quận xung quanh (theo chiều kim đồng hồ) là Ban Mai, Bang Mae Nang, Bang Muang, Sala Klang và Sala Ya. Vào năm 2020 tổng dân số ở đây là 20.616 người.

## Phân cấp hành chính

### Hành chính trung tâm
Phó huyện được chia thành 6 làng (muban).
| No. | Tên                     | Tiếng Thái         |
| --- | ----------------------- | ------------------ |
| 01. | Ban Bang Sano           | บ้านบางโสน          |
| 02. | Ban Khlong Bang Yai     | บ้านคลองบางใหญ่      |
| 03. | Ban Chao (Ban Bang Yai) | บ้านเจ้า (บ้านบางใหญ่) |
| 04. | Ban Talat Bang Khu Lat  | บ้านตลาดบางคูลัด      |
| 05. | Ban Bang Yai            | บ้านบางใหญ่          |
| 06. | Ban Si Yaek Khlong Yong | บ้านสี่แยกคลองโยง     |

### Hành chính địa phương
Khu vực phó huyện được chia thành hai tổ chức hành chính địa phương.
- Phó huyện Bang Yai (tiếng Thái: เทศบาลตำบลบางใหญ่)
- Tổ chức hành chính phó huyện Bang Yai (tiếng Thái: องค์การบริหารส่วนตำบลบางใหญ่)